# Мальра
Мальра́ (фр. Malras) — коммуна во Франции, находится в регионе Лангедок — Руссильон. Департамент коммуны — Од. Входит в состав кантона Лиму. Округ коммуны — Лиму.
Код INSEE коммуны — 11214.

## Население
Население коммуны на 2008 год составляло 349 человек.
| 1962 | 1968 | 1975 | 1982 | 1990 | 1999 | 2008 |
| ---- | ---- | ---- | ---- | ---- | ---- | ---- |
| 282  | 300  | 303  | 332  | 348  | 330  | 349  |

## Экономика
В 2007 году среди 223 человек в трудоспособном возрасте (15—64 лет) 160 были экономически активными, 63 — неактивными (показатель активности — 71,7 %, в 1999 году было 64,3 %). Из 160 активных работали 148 человек (76 мужчин и 72 женщины), безработных было 12 (6 мужчин и 6 женщин). Среди 63 неактивных 16 человек были учениками или студентами, 29 — пенсионерами, 18 были неактивными по другим причинам.